# Marie-Louise Coidavid
Marie-Louise Coidavid (Ouanaminthe, 8 mei 1778 - Pisa, 14 maart 1851) was koningin van Haïti tussen 1811 en 1820 als de partner van Hendrik I van Haïti.

## Biografie

### Vroege jaren
Marie-Louise Coidavid werd geboren in een vrije zwarte familie en haar vader was een herbergier. Ze groeide op als een vrome katholiek en verkreeg enige mate van scholing. Tijdens haar jeugd had haar vader een zwarte jongen gekocht van een Franse officier: Henri Christophe. Marie-Louise werd in de loop der jaren verliefd op de jongen. Hij zou later zijn vrijheid kopen en trouwen met Coidavid.
Kort voor hun huwelijk brak in 1791 de Haïtiaanse Revolutie uit. Zowel Coidavid als Henri Christophe steunden de revolutie en in 1793 sloot deze laatste zich aan bij de revolutionairen. Weldra groeide hij uit tot een generaal in het leger van Toussaint Louverture. Hij kreeg het commando over Cap Francois en bouwde voor Coidavid een groot huis. Het echtpaar kreeg samen vier kinderen.

### Koningin-gemalin

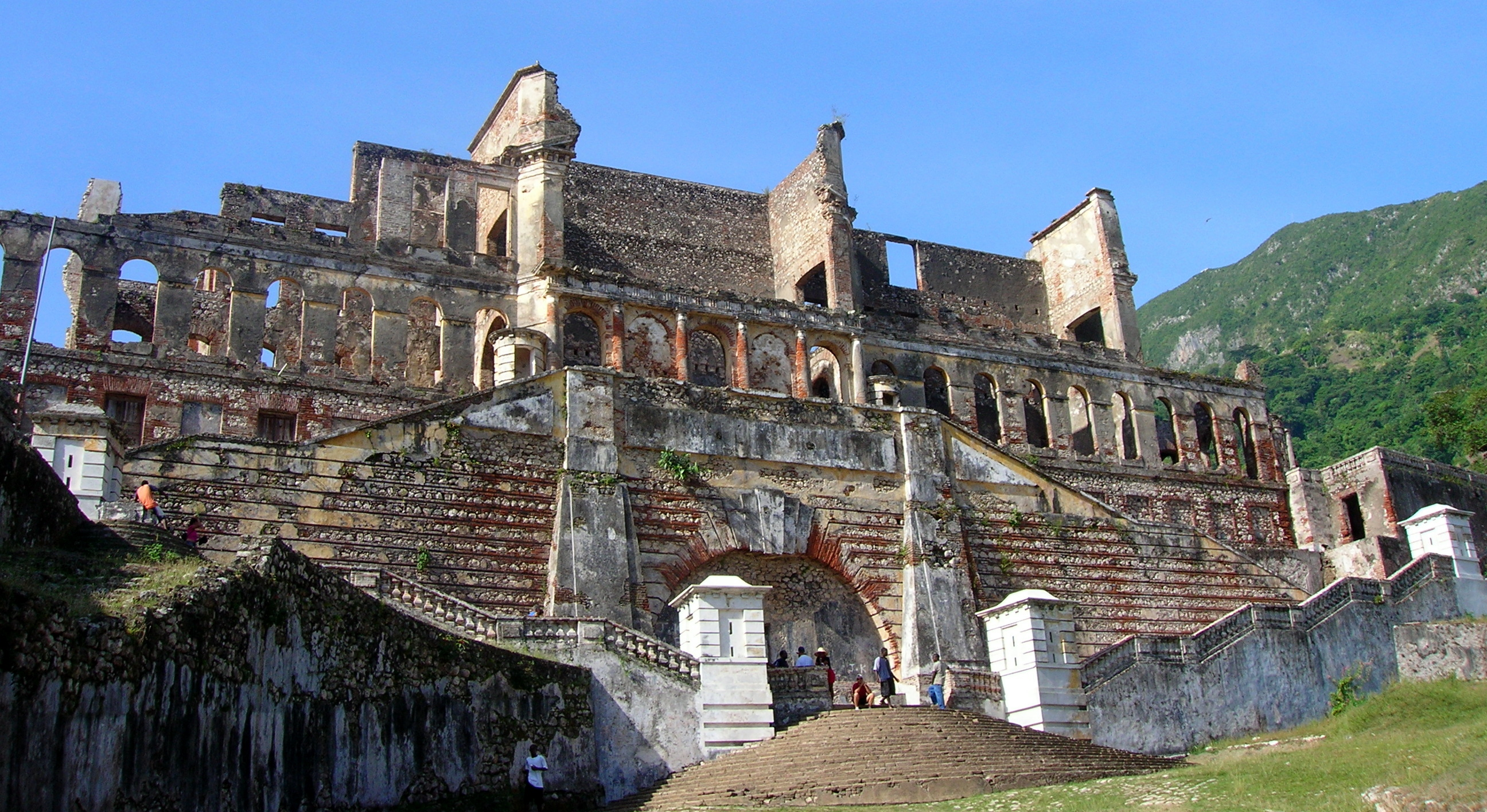
De restanten van het Haïtiaanse paleis Sans-Souci.

In 1806 zette Henri Christophe samen met generaal Alexandre Pétion de Haïtiaanse president Jean-Jacques Dessalines af. Beide generaals wilden vervolgens de nieuwe president worden waardoor er een korte burgeroorlog ontstond. Een jaar later kwamen ze tot een vergelijk waarbij Henri het noordelijk deel van Haïti kreeg. Hij was echter niet tevreden met zijn titel als president en riep zichzelf uit tot koning Henri I (Hendrik I) waarop Coidavid koningin-gemalin werd. Ze kwamen te wonen in het nieuwe paleis dat Hendrik liet bouwen. Als nieuwe koningin kreeg Coidavid ook een eigen hofhouding die bestond uit hofdames en een eigen secretaris.
Ondanks dat het voor de wind ging met het koninkrijk werd Hendrik gehaat door zijn volk. Hij besefte uiteindelijk dat hij niet geliefd was en raakte vervolgens depressief. Op 8 juni 1820 schoot Hendrik zichzelf neer met een pistool. Hierop werd Coidavid benoemd tot regent voor de jonge kroonprins François-Ferdinand Christophe. Haar regentschap was maar van korte duur, want al na tien dagen werd het paleis bestormd door een woedende menigte. De kroonprins werd vermoord en Coidavid en haar dochters wisten te ontsnappen.

### Ballingschap
In totaal zou Coidavid dertig jaar lang in ballingschap leven. In deze periode verbleef ze voornamelijk in Europa en woonde ze met haar dochters in Londen, Salzburg, Rome en uiteindelijk in Pisa. Ze overleed aldaar op 72-jarige leeftijd en werd begraven op het kerkhof van de kerk van de Kapucijnen.